# Got Beef
"Got Beef" é uma canção do grupo de hip hop estadunidense Tha Eastsidaz, lançada em 3 de abril de 2000 como segundo single do seu álbum de estreia, intitulado Tha Eastsidaz.

## Lista de faixas
| Formatos |                                             |             |         |  |
| N.º      | Título                                      | Produtor(s) | Duração |  |
| 1.       | "Got Beef" (com Jayo Felony & Sylk-E. Fyne) | L.T. Hutton | 4:11    |  |
| 2.       | "Got Beef" (videoclipe) (com Jayo Felony)   | Rachel Curl | 4:30    |  |

## Vídeo e música
O videoclipe da musica foi lançado em 3 de abril de 2000, pela distribuidora musical The Orchard, e dirigido por Chris Robinson, e produzido por Rachel Curl.

## Desempenho nas paradas
| Paradas (2000)                               | Melhores posições |
| -------------------------------------------- | ----------------- |
| Austrália (ARIA)                             | 23                |
| Estados Unidos (Billboard Hot 100)           | 99                |
| Estados Unidos (Billboard R&B/Hip-Hop Songs) | 55                |
| Estados Unidos (Billboard Hot Rap Songs)     | 38                |